# Paweł Blehm
Paweł Blehm (* 17. April 1980 in Olkusz) ist ein polnischer Schachspieler und -lehrer. 1996 wurde er Internationaler Meister, seit 2001 trägt er den Titel Großmeister.

## Leben
Seit dem Jahre 2002 wohnt Blehm in Baltimore, wo er Financial economics an der University of Maryland, Baltimore County studierte. Zusammen mit dem polnischen Großmeister Marcin Kamiński leitet er die Online-Schachschule chessaid.

## Erfolge
Bei der U14-Weltmeisterschaft 1994 in Szeged wurde er hinter Alik Gershon Zweiter. 1995 gewann er ein Turnier in Międzyzdroje. 1997 belegte er bei der polnischen Blitzeinzelmeisterschaft in Posen hinter Włodzimierz Schmidt den zweiten Platz. 1998/99 gewann er ein Turnier in Hallsberg. 1999 und 2000 spielte er am Spitzenbrett der polnischen Mannschaft bei den U20-Weltmeisterschaften in Rio de Janeiro. Beides Mal gewann Polen das Turnier, wobei Blehm 1999 mit einer Elo-Performance von 2946 alle Spiele gewann. Im Jahre 2000 spielte er für die polnische Nationalmannschaft bei der Schacholympiade. Er gewann im selben Jahr ein Turnier in Legnica und das Zonenturnier in Budapest. 2001 konnte er das Ken Smith Memorial in Dallas gewinnen.
Vereinsschach spielte er in Polen für KS Śląsk Świętochłowice, LKS Czarny Koń Bukowno und Polonia Warschau. Mit Polonia gewann er 2000 in Zakopane und 2001 in Głogów die polnische Mannschaftsmeisterschaft. Er spielte auch in der tschechischen Extraliga, die er 2002 mit dem ŠK Hagemann Opava gewann und der United States Chess League (für die Baltimore Kingfishers). Seine Elo-Zahl beträgt 2505 (Stand: Dezember 2024), er ist jedoch als inaktiv gelistet, da er seit einem Turnier im März 2007 in Fort Worth keine gewertete Partie mehr gespielt hat. Seine bisher höchste Elo-Zahl hatte er mit 2547 im April 2002.